# 林日所
林日所（？—？），號辰陽，福建漳州府海澄县六都人，今福建省龙海市东园镇新林村下林社。明朝政治人物。

## 生平
萬曆癸酉（1573年）八月十九日生。万历二十二年（1594年）甲午科福建鄉試第十一名舉人，二十九年（1601年）辛丑科三甲一百四名進士，吏部觀政，授廣東海康县知县。

## 家族
曾祖林孔坚。祖父林宗薰。父林伯煉。